# Joe E. Brown
Joe E. Brown (Holgate (Ohio), 28 juli 1892 – Brentwood (Californië), 6 juli 1973) was een Amerikaans acteur en komiek.

## Biografie
Geboren als Joseph Evans Brown vervoegde hij zich op tienjarige leeftijd bij een groep circusacrobaten die bekend waren onder de naam The Five Marvellous Astons die door het land toerden zowel met circusoptredens als in het vaudeville-circuit. Hij verwerkte heel geleidelijk komedie in zijn optredens, en werd zo tot een komiek. Hij verhuisde naar Broadway in de jaren '20, waar hij voor het eerst verscheen in een komische musical Jim Jem Jams.
In 1928 begon hij op te treden in films. Een jaar nadien werkte hij voor Warner Brothers. Brown werd bekend door zijn vertolking in de eerste volledige kleur- en geluidsmusical On White the Show. Warner Brothers zette hem in voor een reeks technicolor muzikale komedies. Tegen 1931 had Brown zo een faam opgebouwd dat hij alleen verscheen in de aftiteling van de films waarin hij speelde.
In 1933 en 1936 slaagde hij erin om bij de top tien van meest betaalde acteurs te belanden. In 1937 verliet hij Warner Brothers en ging hij werken voor David Loew. Hij werd geleidelijk aan een B-filmacteur. Tijdens de Tweede Wereldoorlog bracht hij een groot deel van zijn tijd door met het vermaken van de legertroepen.
Zijn bekendste naoorlogse filmrol is in de film Some Like It Hot naast Marilyn Monroe, een komedie uit 1959 geregisseerd door Billy Wilder. Hij vertolkt de rol van de ouder wordende miljonair, Osgood Fielding III. Het personage Fielding wordt verliefd op Daphne, vertolkt door Jack Lemmon. Een andere van zijn notabele rollen in de naoorlogse tijd was de remake van Show Boat van MGM uit 1951.
Brown was een van de weinige vaudeville-acteurs die zich gewaagd heeft aan de vertolking van een van William Shakespeares werken. In A Midsummer Night's Dream vertolkt hij de rol van Francis Flute, in Max Reinhardts filmversie van 1935. Voor zijn vertolking kreeg Brown veel waardering.
Brown was daarnaast sportfanaat. Zijn enthousiasme tekent zich af in zijn vertolkingen in films en theaterproducties waarin hij de atleet kan vertolken. Hij overleed in 1973 aan een hartaanval.

## Filmografie (selectie)
- Fireman, Save My Child (1932) als Joe Grant
- Elmer, the Great (1933) als Elmer
- Alibi Ike (1935) als Frank X. Farrell
- Bright Lights (1935) als Joe Wilson
- A Midsummer Night's Dream (1935) als Francis Flute
- Sons o' Guns (1936) als Jimmy Canfield

- Bibliothèque nationale de France: cb14671245z (data)
- Gemeinsame Normdatei: 133298965
- International Standard Name Identifier: 0000 0001 1281 6611
- Library of Congress Control Number: n85005571
- MusicBrainz: a71182c8-f185-485f-a66e-b1546feebdb0
- National Archives and Records Administration: 10568659
- Nationale Bibliotheek van Tsjechië: xx0162425
- Nationale Bibliotheek van Israël: 987007447889605171
- SNAC: w6542v4n
- Virtual International Authority File: 17486263
- WorldCat: E39PCjvQt6GgkxMrq8wKPPwYdP